# Croix de saint Alban

La croix de saint Alban.

La croix de saint Alban est un sautoir d'or sur champ azur. Tirant son nom du martyr Alban de Verulamium, elle est l'emblème de la ville anglaise de St Albans, ainsi que de sa cathédrale. Elle a également été reprise a posteriori comme drapeau du royaume anglo-saxon de Mercie (exemple d'héraldique imaginaire).